# قوة الحماية المشتركة في دارفور
القوة المشتركة هي فصائل مسلحة إقليمية الاختصاص أُنشئت في الأساس لحماية المدنيين في دارفور إثر اندلاع نزاع السودان 2023، ثم انضمت لاحقاً للقتال إلى جانب القوات المسلحة السودانية ضد قوات الدعم السريع.

## التاريخ
وفقاً لاتفاق السلام السوداني-مسار دارفور، كان من المستهدف تشكيل قوات لحفظ السلام في دارفور، بحيث تتكون عناصر هذه القوات من مختلف القوى الموقعة على الاتفاق، بما فيها تلك الفاعلة في دارفور وهي حركة تحرير السودان وجيش تحرير السودان - المجلس الانتقالي وحركة العدل والمساواة والحركة الشعبية لتحرير السودان – الشمال وتجمع قوى تحرير السودان، إلا أنه وبعد محاولات متعثرة لتشكيل القوات، أدى اندلاع نزاع السودان 2023 إلى توقف تلك الجهود. وكانت الحركات قد قررت بعد نشوب الحرب عدم التدخل والتزام الحياد، فيما دعا بعضها إلى وقف الحرب.
في 27 أبريل 2023، وبعد نحو أسبوعين من اندلاع نزاع السودان 2023، تشكلت قوة مشتركة لحماية المدنيين في دارفور، مكونة من 3 آلاف مقاتل وأكثر من 250 عربة مسلحة، بمشاركة حركة تحرير السودان وجيش تحرير السودان - المجلس الانتقالي وحركة العدل والمساواة والتحالف الوطني السوداني وتجمع قوى تحرير السودان. وكان الهدف من إنشاء القوة المشتركة تأمين وصول المساعدات الإنسانية والمقار والمؤسسات الهامة في الفاشر عاصمة ولاية شمال دارفور.
في 16 نوفمبر 2023 أعلن كل من مني مناوي قائد حركة تحرير السودان وجبريل إبراهيم قائد حركة العدل والمساواة ومصطفى تمبور قائد فصيل في جيش تحرير السودان - الانتقالي انحيازهم إلى الجيش السوداني، مبررين ذلك بالانتهاكات التي ارتكبتها قوات الدعم السريع، فيما تمسك كل من الهادي إدريس قائد جيش تحرير السودان - الانتقالي والطاهر حجر قائد تجمع قوى تحرير السودان بموقفهما المحايد. أثر ذلك التباين في المواقف تجاه الحرب بين قادة الحركات على القوة المشتركة، حيث توقفت عن أداء مهامها الأساسية من حماية المدنيين وتقديم المساعدات الإنسانية، كما أدى لحدوث انقسامات داخل هذه الحركات نفسها. وفي أواخر مارس 2024، أعلن الهادي إدريس انسحاب فصيله جيش تحرير السودان - المجلس الانتقالي من قوة الحماية المشتركة.
في 11 أبريل 2024، أعلنت القوة المشتركة للحركات المسلحة في دارفور إنهاء حالة الحياد والقتال إلى جانب الجيش السوداني ضد قوات الدعم السريع وحلفائها، والمشاركة في فتح الطرق والمعابر لضمان وصول المساعدات الإنسانية إلى الإقليم.